# Leptodactylus colombiensis
Leptodactylus colombiensis é uma espécie de anfíbio  da família Leptodactylidae.
Pode ser encontrada nos seguintes países: Colômbia e Venezuela.
Os seus habitats naturais são: florestas subtropicais ou tropicais húmidas de baixa altitude, regiões subtropicais ou tropicais húmidas de alta altitude, savanas húmidas, matagal húmido tropical ou subtropical, campos de gramíneas de baixa altitude subtropicais ou tropicais sazonalmente húmidos ou inundados, pântanos, marismas de água doce, marismas intermitentes de água doce, plantações , jardins rurais, áreas urbanas, florestas secundárias altamente degradadas, lagoas, terras irrigadas e canals e valas.